# Dr Crokes GAA
Dr Crokes (en irlandais: Dr Crócaigh) est un club sportif de l’association athlétique gaélique (GAA) situé dans la ville de Killarney dans le comté de Kerry en Irlande. Le club a été fondé en 1886. Il est le seul à Killarney pratiquer à la fois le football gaélique et le hurling, mais ses principaux résultats sont en football.
Dr Crokes est le club le plus important de Killarney et de ses environs, son trophée le plus prestigieux est le All-Ireland des clubs remporté en 1992 face au club dublinois de Thomas Davis GAA. Il fait partie des cinq clubs les plus titrés à l'échelle du Comté de Kerry. Le club remporte  le championnat du Munster à six reprises et celui du Kerry dix fois, la dernière victoire remontant à 2013.
Le club est un pourvoyeur important de l'équipe du Kerry. En 2013 5 joueurs du Comtés sont licenciés au club. Le joueur vedette actuel est Colm Cooper, huit fois All-Star entre 2002 et 2013.

## Histoire
Le club Dr Crokes est fondé en 1886. Il prend le nom de Thomas Croke, archevêque de Cashel et fervent nationaliste irlandais. Club autant sportif que politique, nombreux sont ses membres directement impliqués dans les mouvements nationalistes de la fin du XIXe siècle et qui se sont donc retrouvés dans les prisons britanniques en répression de leur activité politique. Un des premiers footballeurs marquant de la ville est Dick Fitzgerald qui mène the Kingdom à son premier titre national en 1903. Il remporte au total 5 titres de champion d'Irlande avec le Kerry entre 1903 et 1914. Un autre membre important du club à la même époque est Eugene O'Sullivan, un député au Parlement britannique pour East Kerry. Après avoir été un footballeur important pour son club, il y remporte le tout premier titre de champion du Kerry, il devient le directeur du Kerry County Board. C'est sous sa présidence que l'équipe du Kerry remporte 4 de ses 36 titres de champion d'Irlande. Les joueurs du club remportent un total de 77 titres de champion d'Irlande en étant sélectionnés au sein du Kerry GAA. Eamonn O'Sullivan, l'entraineur du club, a été le formateur et l'entraineur de l'équipe de Kerry pendant 40 ans entre 1924 et 1962.
Le club a été le propriétaire de quatre stades. Le tout premier Flesk Bridge, utilisé jusque dans les années 1930 était à l'origine un terrain de cricket. En 1936, le club entreprend la construction du Fitzgerald Stadium qu'il occupe toujours. Ce stade, de par ses agrandissements successifs, peut maintenant accueillir plus de 40 000 personnes dont 9 000 assises. C'est le cinquième plus grand stade de sports gaéliques d'Irlande. Dr Crokes a récemment fait l'acquisition de deux terrains à Deerpark et Lewis Road pour pouvoir faire face à un nombre toujours plus grands d'adhérents.
Entre les années 1920 et le milieu des années 1950, le club traverse une période de déclin en termes sportifs. Il est pourtant bien organisé et continue de fournir à l'équipe du Kerry quelques individualités. Dr Crokes prend véritablement son envol à parti de 1956, remportant en remportant en 12 années pas moins de 10 O'Donoghue Cup qui est le championnat de l'Est du Kerry.

## Palmarès
- All-Ireland Senior Club Football Championships: 1
  - 1992
- Munster Senior Club Football Championships: 6
  - 1990, 1991, 2006, 2011, 2012, 2013
- Kerry Senior Football Championships: 10
  - 1901, 1912, 1913, 1914, 1991, 2000, 2010, 2011, 2012, 2013
- Munster Senior Football League Champions: 1
  - 2004
- Kerry Under-21 Football Championship: 2
  - 1986, 2011

### Effectif 2013 de Dr Crokes GAA
| N°  | Nom               | Poste                   | Date de naissance |
| 1   | David Moloney     | Gardien de but          |                   |
| 2   | John Payne        | Arrière droit           |                   |
| 3   | Mike Moloney      | Arrière central         |                   |
| 4   | Fionn Fitzgerald  | Arrière gauche          |                   |
| 5   | Shane Meyers      | Demi-défensif droit     |                   |
| 6   | Eoin Brosnan      | Demi-défensif central   |                   |
| 7   | Luke Quinn        | Demi-défensif gauche    |                   |
| 8   | Shane Doolan      | Milieu                  |                   |
| 9   | Johnny Buckley    | Milieu                  |                   |
| 10  | Kieran O'Leary    | milieu offensif droit   |                   |
| 11  | Daithi Casey      | Milieu offensif central |                   |
| 12  | Brian Looney      | Milieu offensif gauche  |                   |
| 13  | Chris Brady       | Ailier droit            |                   |
| 14  | Colm Cooper       | Avant-centre            |                   |
| 15  | Jamie Doolan      | Ailier gauche           |                   |
| rem | Ambrose O'Donovan |                         |                   |
| rem | Gavin O'Shea      |                         |                   |
| rem | Andrew Kennelly   |                         |                   |
| rem | Kieran Ward       |                         |                   |
| rem | David O'Leary     |                         |                   |

### Staff technique
- Noel O'Leary, (Bainisteoir) Manager-entraineur